# Las que no iban a salir
Las que no iban a salir è la prima raccolta del rapper portoricano Bad Bunny, pubblicato il 10 maggio 2020.

## Descrizione
L'album non è stato pubblicizzato dal cantante ne sui suoi profili social, ne tramite Media radiofonici o Televisivi.
Bad Bunny nel corso di un'intervista radiofonica, successivamente all uscita dell'album, ha dichiarato che le 10 tracce presenti altro non sono che scarti provenienti dalla lavorazione dell'album YHLQMDLG, uscito nello stesso anno.
Successivamente l'artista avrebbe deciso di inserire queste 10 tracce in un secondo progetto dopo aver notato il riscontro della critica molto positivo sul primo album e data la presenza di alcune collaborazioni di spessore come quelle con gli artisti Yandel e Nicky Jam, o la leggenda del reggaeton Don Omar.
Il progetto prende infatti il nome di Las que no iban a salir (in italiano: "quelle che non uscivano"), poiché appunto non avrebbero dovuto prendere parte ad alcun progetto e quindi non "uscire".

## Tracce
1. Si ella sale – 2:23
2. Más de una cita (feat. Zion & Lennox) – 3:03
3. Bye me fui – 2:58
4. Canción con Yandel (feat. Yandel) – 3:29
5. Pa' romperla (feat. Don Omar) – 3:14
6. Bad con Nicky (feat. Nicky Jam) – 3:22
7. Bendiciones – 2:35
8. Cómo se siente (remix) (feat. Jhay Cortez) – 3:47
9. Ronca Freestyle – 2:30
10. En casita (feat. Gabriela) – 2:56